# Lutas nos Jogos Olímpicos de Verão da Juventude de 2010 - Greco-romana até 50 kg masculino
A competição da categoria até 50 kg masculino da luta greco-romana nos Jogos Olímpicos de Verão da Juventude de 2010 foi disputada no dia 15 de agosto no Centro Internacional de Convenções, em Cingapura. Um total de sete lutadores participou deste evento, limitado a atletas com peso corporal inferior a 50 quilogramas. Ao contrário dos Jogos Olímpicos de Verão, nos Jogos da Juventude foi distribuída apenas uma medalha de bronze por categoria.
Originalmente o uzbeque Nurbek Hakkulov havia conquistado a medalha de prata, mas foi desclassificado em 15 de outubro de 2010, por testar positivo no exame anti-doping para a substância proibida furosemida. O COI ainda não divulgou se a medalha de prata obtida por Hakkulov será remanejada.

## Medalhistas
| Ouro   | AZE Elman Mukhtarov     |
| Bronze | KGZ Shadybek Sulaimanov |

## Resultados
Os lutadores competiram entre si dentro das duas chaves. Os primeiros colocados de cada chave disputaram o ouro e os segundos colocados o bronze.

### Preliminares

#### Grupo A
| Pos | Atleta                       | PC | PT | L | V | D |
| --- | ---------------------------- | -- | -- | - | - | - |
| 1   | AZE Elman Mukhtarov          | 6  | 13 | 2 | 2 | 0 |
| 2   | CUB Johan Rodriguez Banguela | 4  | 5  | 2 | 1 | 1 |
| 3   | BLR Andrei Pikuza            | 0  | 0  | 2 | 0 | 2 |

| BLR Andrei Pikuza   | 0-3 | AZE Elman Mukhtarov          | (PT: 0-6) |
| BLR Andrei Pikuza   | 0-3 | CUB Johan Rodriguez Banguela | (PT: 0-4) |
| AZE Elman Mukhtarov | 3-1 | CUB Johan Rodriguez Banguela | (PT: 7-1) |

#### Grupo B
| Pos | Atleta                  | PC | PT | L | V | D |
| --- | ----------------------- | -- | -- | - | - | - |
| 1   | UZB Nurbek Hakkulov     | 10 | 29 | 3 | 3 | 0 |
| 2   | KGZ Shadybek Sulaimanov | 7  | 20 | 3 | 2 | 1 |
| 3   | ALG Amine Boughazi      | 4  | 15 | 3 | 1 | 2 |
| 4   | NOR Pål Eirik Gundersen | 1  | 4  | 3 | 0 | 3 |

| KGZ Shadybek Sulaimanov | 0-3 | UZB Nurbek Hakkulov     | (PT: 0-4)  |
| ALG Amine Boughazi      | 3-1 | NOR Pål Eirik Gundersen | (PT: 9-4)  |
| KGZ Shadybek Sulaimanov | 3-0 | ALG Amine Boughazi      | (PT: 7-0)  |
| UZB Nurbek Hakkulov     | 4-0 | NOR Pål Eirik Gundersen | (PT: 12-0) |
| KGZ Shadybek Sulaimanov | 4-0 | NOR Pål Eirik Gundersen | (PT: 13-0) |
| UZB Nurbek Hakkulov     | 3-1 | ALG Amine Boughazi      | (PT: 13-6) |

### Fase final

#### Disputa pelo 7º lugar
| Sem oponente | - | NOR Pål Eirik Gundersen |  |

#### Disputa pelo 5º lugar
| BLR Andrei Pikuza | 4-0 | ALG Amine Boughazi | (PT: 10-0) |

#### Disputa pelo bronze
| CUB Johan Rodriguez Banguela | 1-3 | KGZ Shadybek Sulaimanov | (PT: 1-4) |

#### Final
| AZE Elman Mukhtarov | 3-0 | UZB Nurbek Hakkulov | (PT: 7-0) |

## Classificação final
| Pos.              | Atleta                       |
| ----------------- | ---------------------------- |
| Medalha de ouro   | AZE Elman Mukhtarov          |
| Medalha de prata  | vago                         |
| Medalha de bronze | KGZ Shadybek Sulaimanov      |
| 4                 | CUB Johan Rodriguez Banguela |
| 5                 | BLR Andrei Pikuza            |
| 6                 | ALG Amine Boughazi           |
| 7                 | NOR Pål Eirik Gundersen      |
| DSQ               | UZB Nurbek Hakkulov          |